# (Don't Fear) The Reaper
„(Don't Fear) The Reaper“ je píseň americké rockové skupiny Blue Öyster Cult, která vyšla na jejím albu Agents of Fortune (1976). Jejím autorem je kytarista a zpěvák kapely Buck Dharma. Jde o největší hit kapely Blue Öyster Cult, singl se umístil na dvanácté příčce hitparády Billboard Hot 100 a časopis Rolling Stone píseň zařadil mezi 500 nejlepších písní všech dob, konkrétně na 405. příčku. Výrazným prvkem písně je hra na perkusní nástroj zvaný cowbell. V roce 2000 byl coby součást pořadu Saturday Night Live odvysílán skeč More Cowbell, který parodoval nahrávání písně.